# Ernst Dieter Gilles
Ernst Dieter Gilles (* 16. Mai 1935 in Sankt Goarshausen; † 12. Juni 2019) war ein deutscher Professor für Regelungstechnik.

## Werdegang
Ernst Dieter Gilles studierte bis 1960 Elektrotechnik an der TH Darmstadt, promovierte dort im Jahr 1963 und erwarb 1966 seine Habilitation im Fach Regelungstechnik.
Von 1968 bis 2005 war er an der Universität Stuttgart Professor und Institutsdirektor am Institut für Systemdynamik und Regelungstechnik. Im Oktober 1997 wurde er Gründungsdirektor des Max-Planck-Instituts für Dynamik komplexer technischer Systeme in Magdeburg und zwei Jahre darauf Honorarprofessor an der Otto-von-Guericke-Universität Magdeburg. Hier initiierte er mehrere interdisziplinäre Studiengänge wie Systemtechnik und Technische Kybernetik sowie Biosystemtechnik.
Seine Forschungsschwerpunkte waren Regelungstechnik, Systembiologie, Modellbildung, Systemdynamik und Netzwerktheorie verfahrenstechnischer und biologischer Prozesse. 1992 wurde Gilles mit der Carl-Friedrich-Gauß-Medaille der Braunschweigischen Wissenschaftlichen Gesellschaft ausgezeichnet. Er erhielt vier Ehrendoktorwürden, darunter die der Otto-von-Guericke-Universität Magdeburg 2005. Gilles war Mitglied der Deutschen Akademie der Technikwissenschaften (Acatech), der Berlin-Brandenburgischen und der Heidelberger Akademie der Wissenschaften. 
2006 stellte er nach zwanzigjähriger Entwicklungszeit ein integriertes Navigationssystem für die Binnenschifffahrt fertig. Hierbei stützte er sich in den letzten Jahren zunehmend auf eine Wissenschaftskooperation mit Ulrich Korn, die sowohl theoretische Arbeiten als auch Fahrten mit dem Versuchsschiff umfasste.
Seit 2020 vergibt das Max-Planck-Institut für Dynamik komplexer technischer Systeme das "Ernst-Dieter-Gilles"-Stipendium für junge Wissenschaftlerinnen und Wissenschaftler nach der Promotion.

## Veröffentlichungen
- Das dynamische Verhalten und die Regelung chemischer Rohrreaktoren. 1963.
- Systeme mit verteilten Parametern : Einführung in die Regelungstheorie. Oldenbourg, 1973.
- Struktur und Dynamik soziologischer Systeme. Oldenbourg, 1974.
- mit Götz Lauschke: Untersuchung wandernder Reaktionszonen in einem Kreislaufreaktor zur katalytischen Nachverbrennung von Abgasen mit niedriger Schadstoffkonzentration. 1994.
- Entwurf nichtlinearer H-optimaler Regler zur verfahrenstechnischen Prozeßführung. 1997.